# Lactucopricina
L'hidroxifenilacetat de lactucina o lactucopricina és un dels principis actius de diverses espècies d'enciam.